# Pauline Garon
Pauline Garon (9 de setembro de 1900 - 30 de agosto de 1965) foi uma atriz de cinema e de teatro canadense.

## O Início
Nascida em Montreal, Quebec, como Marie Pauline Garon, filha de Pierre e Victoria Garon, era descendente de franceses e irlandeses . Seu pai trabalhou primeiramente no departamento postal do Canadá, depois em uma agência de seguros, onde conseguiu ganhar dinheiro suficiente para enviar sua filha mais nova (de onze filhos) para o Couvent Sacre-Coeur (Convento do Sagrado Coração) em Montreal, um das escolas mais prestigiadas da cidade. Garon estudou nesta escola por sete anos. Ela foi a primeira graduada da instituição a se apresentar no teatro. Garon não aprendeu inglês até os dez anos de idade. Por volta dos 20 anos, Garon foi para a cidade de Nova York, onde começou a trabalhar na Broadway . Ela estreou em filmes em "Remodeling Her Husband" em cupla com  Dorothy Gish .

## Carreira no cinema
Ela estava associada a DW Griffith quando veio a Hollywood pela primeira vez em 1920. O primeiro papel importante de Garon veio em "The Power Within", de 1921. Ela também interpretou "Doubling for Romeo" com  Sylvia Breamer.

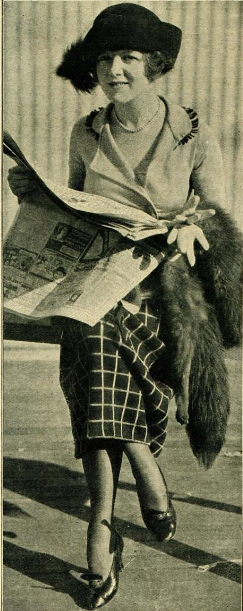
Pauline Garon (1923)

Em 1923, ela foi aclamada como a grande nova descoberta de Cecil B. DeMille . Ele a escalou em apenas dois filmes. Um deles era "Adam´s Rib" (1923).  Mesmo antes de sua "descoberta", Garon era uma estrela em ascensão. Ela apareceu ao lado de Owen Moore em "Reported Missing" (1922). Garon recebeu muitos elogios por seu papel na adaptação de Henry King em "Sonny" (1922). Foi escolhida para esse papel por King depois que ele a viu retratar o papel na produção teatral na Broadway. Ela co-estrelou com Richard Barthelmess no lançamento da First National Pictures .
Garon estava fazendo pelo menos cinco filmes por ano depois que sua popularidade aumentou. Estava interpretando muitos papéis principais em filmes B e coadjuvantes em filmes mais glamorosos. Ela co-estrelou com Gloria Swanson e John Boles em "The Love of Sunya" (1927).
Em 1928, a carreira de Garon começou a declinar drasticamente. Ela atuou principalmente em versões francesas de filmes da Paramount Pictures . Também foi escalada em filmes ingleses menos populares. No início dos anos 30, Garon recebeu pequenos papéis não creditados. Em 1934, havia desaparecido do cinema. Garon participou um um pequeno papel em "How Green Was My Valley" (1941) e apareceu brevemente em dois westerns, "Song of the Saddle" (1936) e "The Cowboy and The Blonde" (1941).

## Casamentos
Durante as filmagens de "The Average Woman", em 1924, começaram a surgir rumores de que Garon ficou noiva de Gene Sarazen, o jogador profissional de golfe. Em março de 1924, ela negou completamente os  rumores.
Garon se casou três vezes. Ela se casou com Lowell Sherman em fevereiro de 1926. A influência de Sherman levou Garon a recusar um contrato de longo prazo com a Paramount .
Em fevereiro de 1928, Garon tornou-se cidadã dos Estados Unidos . Separou-se de Sherman em agosto de 1927. Em fevereiro de 1940, casou-se com a estrela e ator de rádio, Clyde Harland Alban, para Yuma, Arizona . Garon e Alban se divorciaram em 1942. Ela se casou com o comediante Ross Forester e permaneceu com ele até morrer.

## Morte
Garon morreu no Patton State Hospital, uma instituição psiquiátrica em San Bernardino, Califórnia, em 1965, dez dias antes de seu aniversário de 65 anos. A causa da morte foi um distúrbio cerebral. A saúde de Garon já era precária há algum tempo.

## Filmografia selecionada
- A Manhattan Knight (1920)
- Sonny (1922)
- Manslaughter (1922) (uncredited)
- You Can't Fool Your Wife (1923)
- Children of Dust (1923)
- Forgive and Forget (1923)
- Adam's Rib (1923)
- The Marriage Market (1923)
- Wine of Youth (1924)
- What the Butler Saw (1924)
- The Average Woman (1924)
- The Painted Flapper (1924)
- Fighting Youth (1925)
- The Farmer from Texas (1925)
- Compromise (1925)
- Satan in Sables (1925)
- Passionate Youth (1925)
- The Great Sensation (1925)
- Rose of the World (1925)
- Christine of the Big Tops (1926)
- Eager Lips (1927)
- Temptations of a Shop Girl (1927)
- The Princess on Broadway (1927)
- Driven from Home (1927)
- The College Hero (1927)
- Ladies at Ease (1927)
- The Candy Kid (1928)
- The Devil's Cage (1928)
- Riley of the Rainbow Division (1928)
- The Girl He Didn't Buy (1928)
- The Heart of Broadway (1928; survives at Library of Congress)
- In the Headlines (1929)
- The Phantom Broadcast (1933)
- Lost in the Stratosphere (1934)
- Becky Sharp (1935)